# Bánh mì bắp

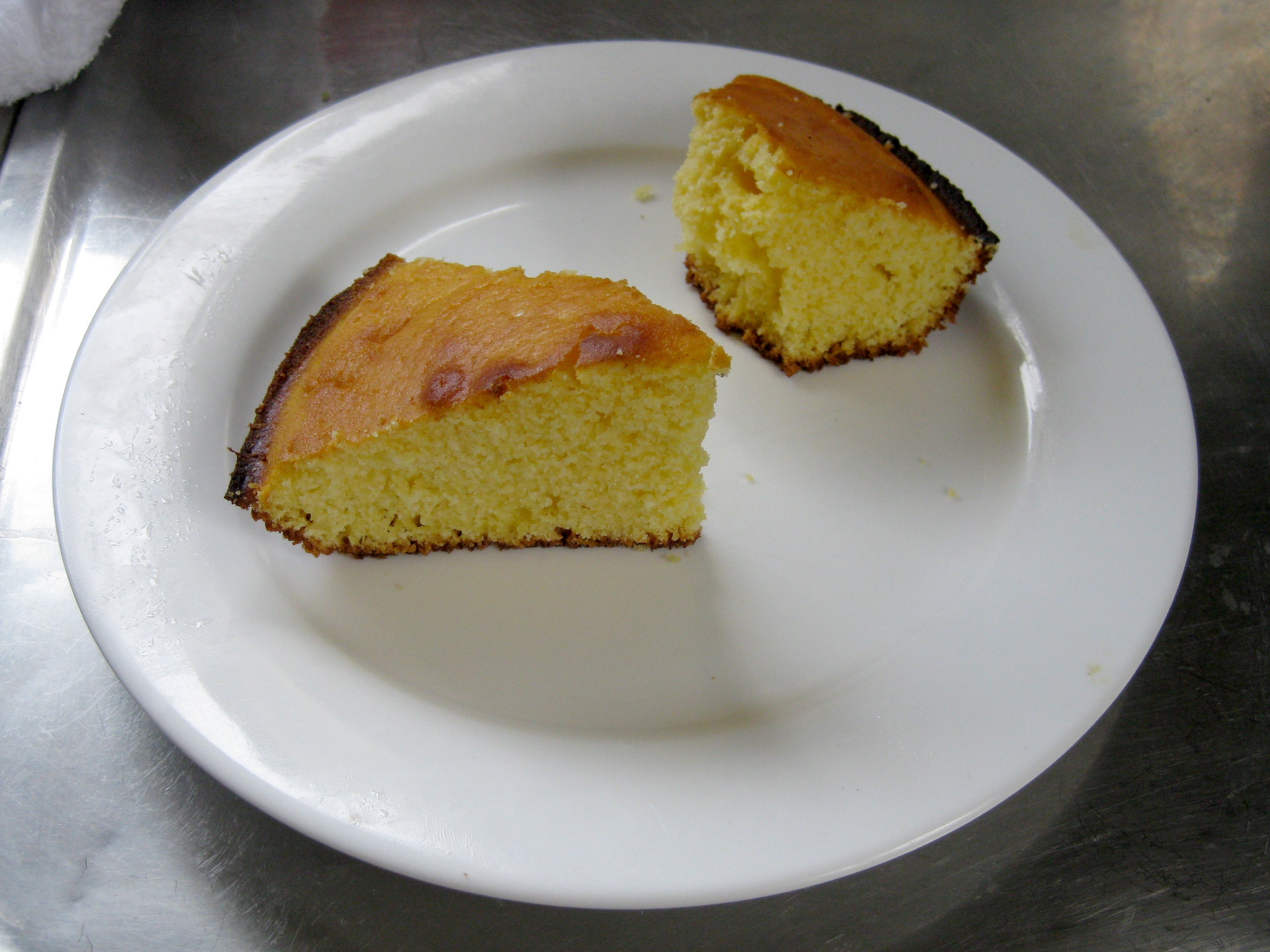
Một đĩa bánh mì bắp.

Bánh mì bắp hay bánh mì ngô là một loại bánh mì ăn nhanh được làm từ cornmeal, gắn liền với ẩm thực miền Nam Hoa Kỳ, có nguồn gốc từ ẩm thực người bản địa châu Mỹ. Bánh bao và bánh kếp làm bằng bột ngô nghiền mịn là lương thực chính của người Hopi ở Arizona. Người Hidatsa ở Thượng Trung Tây gọi bánh mì bắp nướng là naktsi.

## Lịch sử

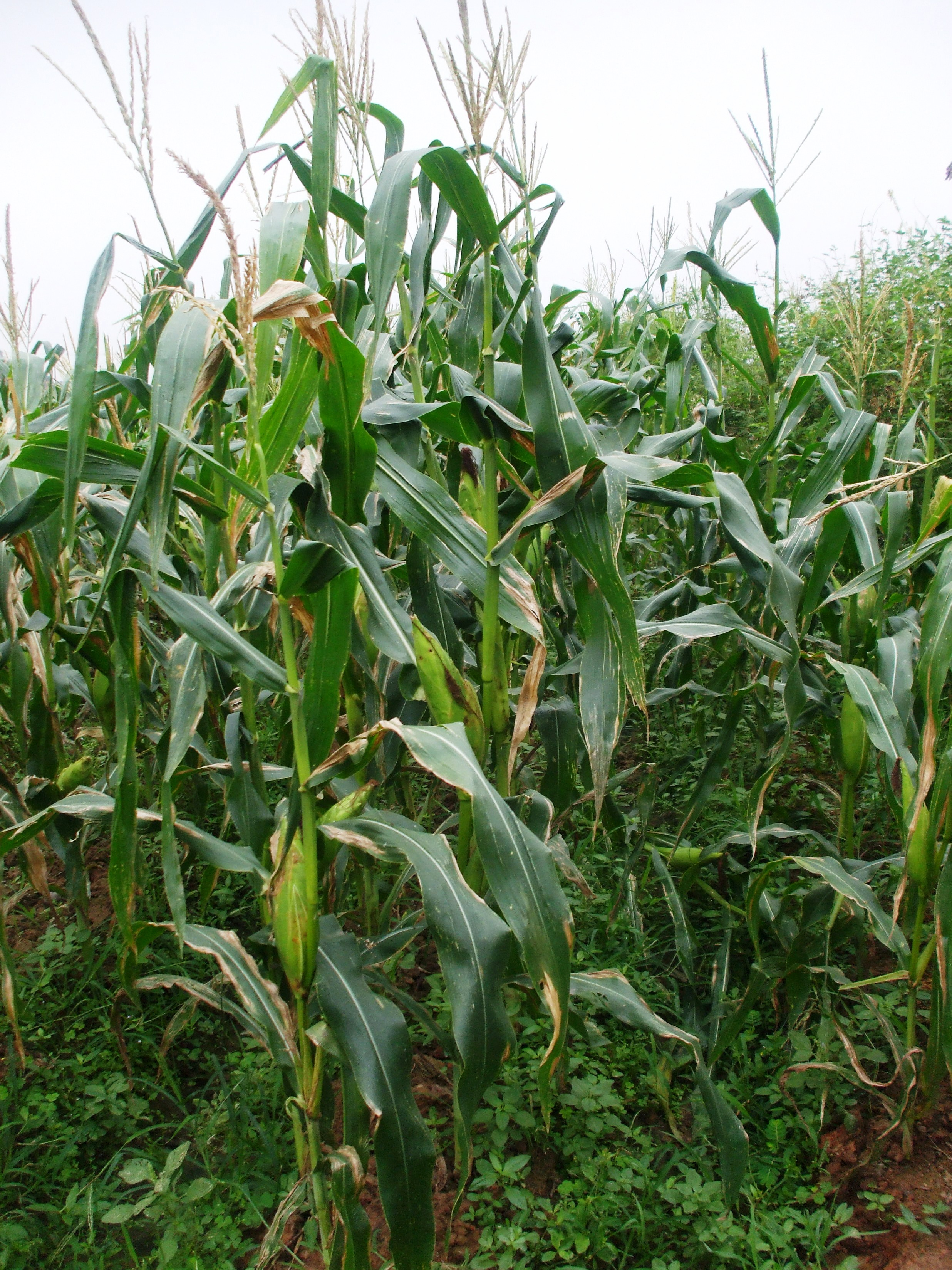
Cây ngô chín

Những cây ngô đầu tiên đã được trồng ở Mexico và các nước lân cận ở Châu Mĩ từ khoảng 5000 - 10000 năm trước. Ngô bắt đầu được biết đến ở khắp Châu Mĩ và được trồng khắp nơi. Sau đó, chế độ thực dân , đặc biệt là ở Mĩ, đã dần phát triển. Những người Châu Âu sau đó đã di cư đến Mĩ và cố gắng trồng lúa mì. Họ tin rằng, súp, bánh mì và bia là những trụ cột quan trọng nhất . Tuy nhiên, do khí hậu khác biệt, việc trồng trọt lúa mì gần như bất khả thi. May mắn thay, họ đã được những người Mĩ bản địa giới thiệu ngô và cách trồng ngô. Không cần phải có những nguyên liệu phức tạp, họ đã làm ra một loại bánh, một loại thức ăn mới, bánh mì bắp. Số lượng các cuộc di cư của người Châu Âu đến Mĩ ngày càng tăng. Ở Mĩ, họ đã thành công trồng các giống lúa mì ở Mĩ. Nhưng lựa chọn món ăn phổ biến vẫn là bánh mì ngô. Sở dĩ lượng lúa mì đã được xuất khẩu sang Vương Quốc Anh và sản lượng lúa mì nhập khẩu thì thấp. Đó là lí do tại sao bánh mì chỉ được sử dụng trong các ngày lễ lớn.